# Béla Komjádi
Bela Komjadi (Budapest, 1892 - 1933) fue un entrenador, árbitro y promocionador húngaro de waterpolo.

## Biografía
Se le considera uno de los primeros promotores del waterpolo y el padre del waterpolo en Hungría.
En 1928 inventó el pase en el aire o pase seco, una técnica en la que el jugador pasa el balón directamente por el aire a otro jugador, que lo recibe sin que el balón toque el agua. Anteriormente, los jugadores dejaban caer la pelota en el agua primero y luego  la jugaban a ella, pero el pase seco hizo el juego se convirtiera en más ofensivo, más dinámico, y contribuyó a la dominación húngara de waterpolo durante 60 años.
Murió en 1933 a los 41 años mientras jugaba un partido de waterpolo.